# Misaki Mitsuhiro
Mitsuhiro Misaki (sinh ngày 6 tháng 5 năm 1970) là một cầu thủ bóng đá người Nhật Bản.

## Sự nghiệp câu lạc bộ
Mitsuhiro Misaki đã từng chơi cho Cerezo Osaka.